# Edisan

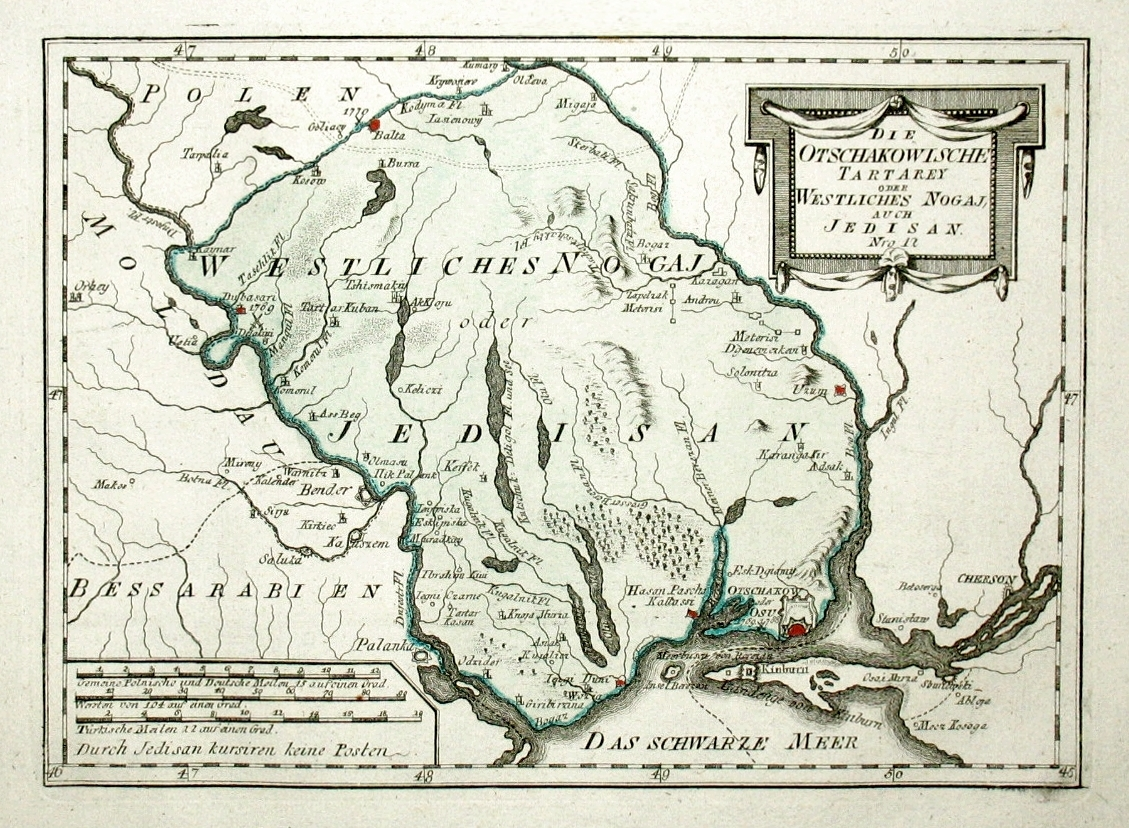
Hartă a Edisanului din 1790

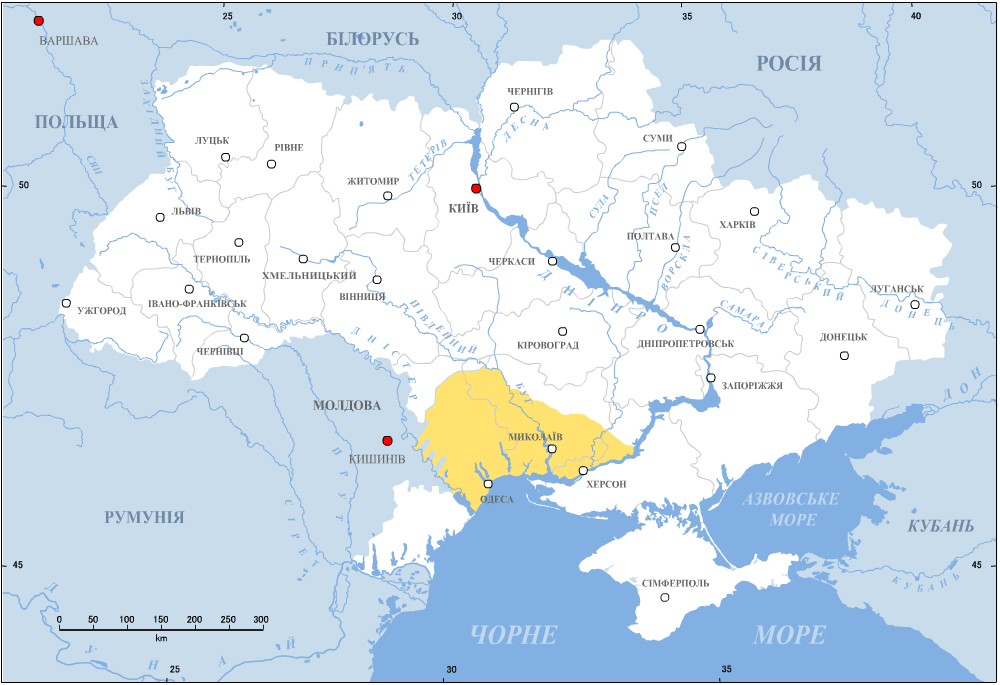
Edisanul în Ucraina contemporană

Edisan (în turcă Yedisan, în ucraineană Єдісан) este o regiune istorică în sud-vestul Ucrainei de astăzi și în partea estică a Republicii Moldova.  
Regiunea este situată la nord de Marea Neagră între Nistru și Nipru. La vest este mărginită de Bugeac și Basarabia, la nord de Podolia și Zaporojia, și la est de Taurida.

## Istorie
În Evul Mediu, Edisanul a fost populat de ulici, pecenegi, și mai târziu de cumani. În urma invaziilor mongole din secolul al XIII-lea a ajuns sub controlul Hoardei de Aur. În secolul al XV-lea este inclus în componența Marelui Ducat al Lituaniei (atunci fiind cunoscut sub numele de Dykra), mai târziu a devenit un teritoriu al Hanatului Crimeei, vasal Imperiului Otoman. Nogaii nomazi au început să se stabilească în regiune după ce au fost forțați să părăsească Asia Centrală. Ulterior, Edisanul a fost încorporat în structurile administrative otomane, ca parte din Eyaletul Silistra cu cetățile Hagibei (Odesa) și Özi (Oceac) ca centre majore. În acest răstimp, Edisanul a fost, din punct de vedere bisericesc, încorporat în Mitropolia Proilaviei sub denumirea de „Ucraina Hanului”.
Edisanul a fost, de asemenea, arena unui conflict mai major dintre nogai care au erau clienții Porții otomane și cazacii zaporojeni susținuți de ruși.
Imperiul Rus sub Ecaterina cea Mare a început să se extindă în zonă la sfârșitul secolului al XVIII-lea, și, în 1774, Edisanul la est de Bugul de Sud este anexat ca urmare a războiului ruso-turc din 1768-1774.
Prin Tratatul de la Iași din 1792, care a încheiat războiul ruso-austro-turc din 1787-1792, frontiera rusă a fost extins până la Nistru și a preluat regiunea complet. Cei mai mulți dintre nogai au fost deportați de ruși, regiunea devenind în esență, depopulată. În urma preluării rusești, este fondat orașul Odesa în 1794, iar zona a fost populată ca parte a Novorusiei de către coloniști moldoveni/români, ruși și ucraineni, împreună cu un element german semnificativ. Regiunea a fost inclusă în Gubernia Herson și este acum parte din regiunile ucrainene Odesa și Mîkolaiv.

## Orașe importante

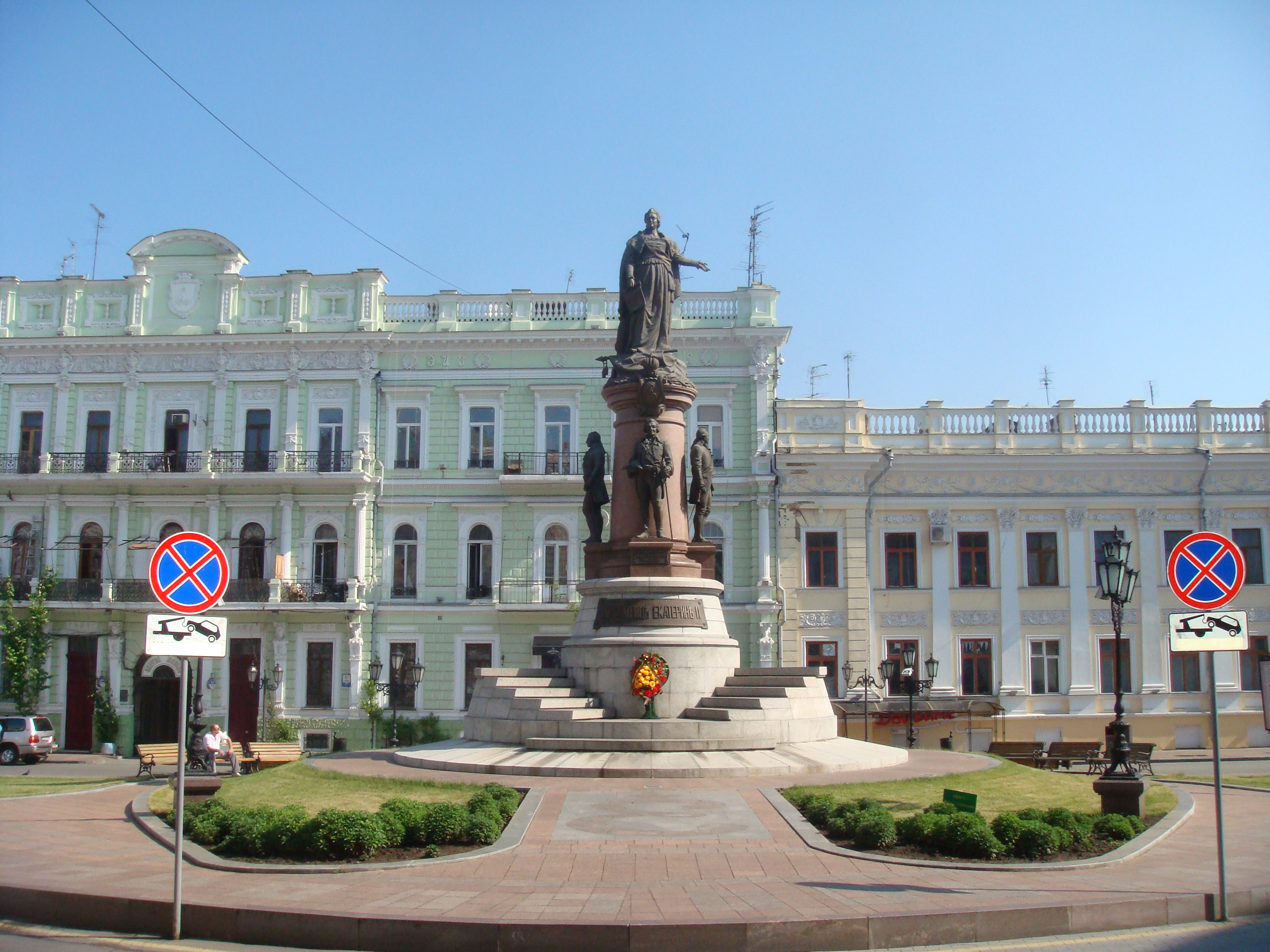
Odesa

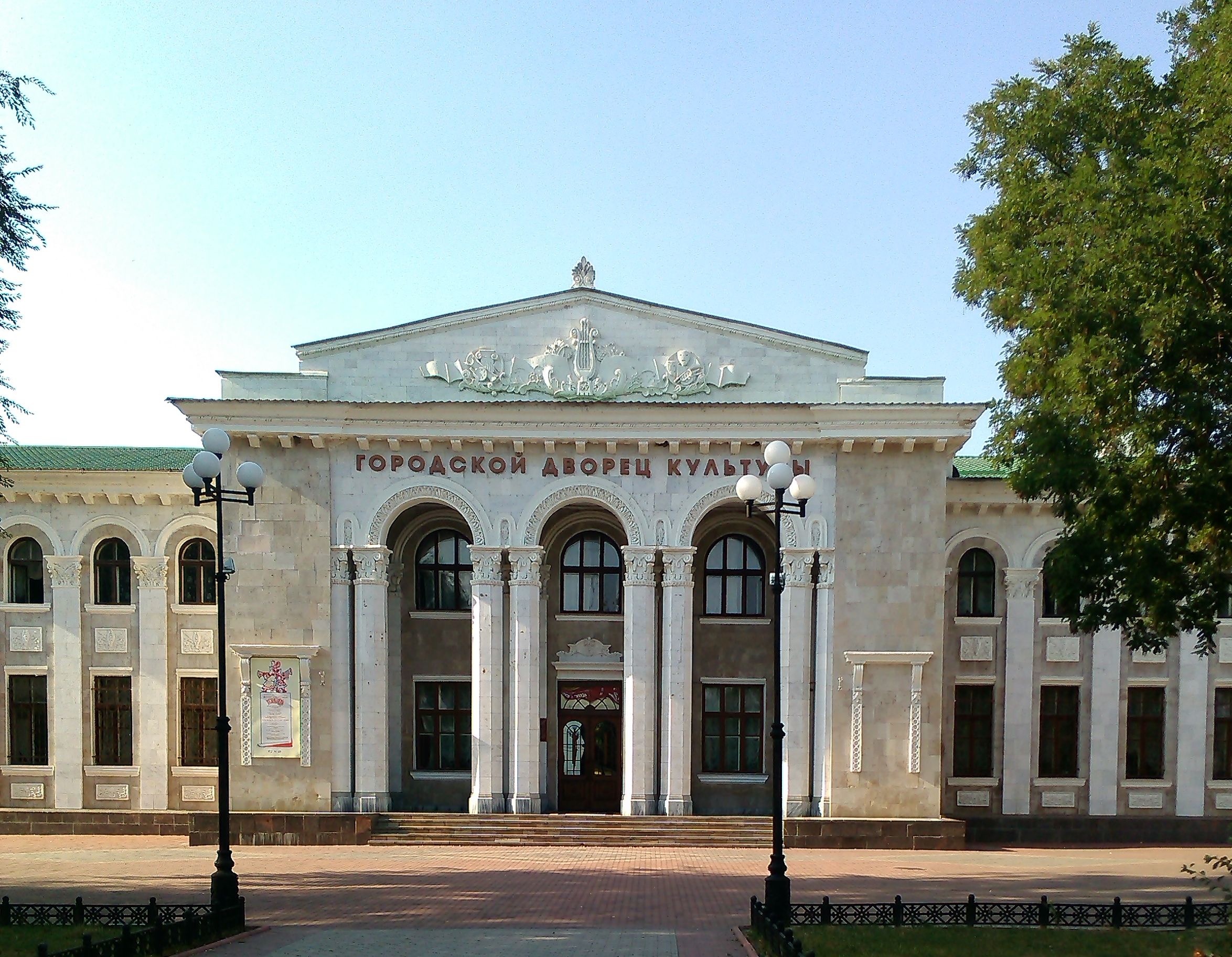
Tiraspol

|     | Oraș           | Populație (2014) | Țară, regiune administrativă (2015) | Regiune administrativă din Uniunea Sovietică (1924-1940) | Regiune administrativă (Al Doilea Război Mondial) (1941-1944) |
| --- | -------------- | ---------------- | ----------------------------------- | -------------------------------------------------------- | ------------------------------------------------------------- |
| 1.  | Odesa          | 1.014.900        | Ucraina, Regiunea Odesa             | RSS Ucraineană                                           | Transnistria                                                  |
| 2.  | Mîkolaiiv      | 494.638          | Ucraina, Regiunea Mîkolaiiv         | RSS Ucraineană                                           | Reichskommissariat · Ukraine                                  |
| 3.  | Herson         | 324.400          | Ucraina, Regiunea Herson            | RSS Ucraineană                                           | Reichskommissariat · Ukraine                                  |
| 4.  | Tiraspol       | 133.807          | Moldova, Transnistria               | RSSA Moldovenească                                       | Transnistria                                                  |
| 5.  | Pervomaisk     | 66.687           | Ucraina, Regiunea Mîkolaiiv         | RSS Ucraineană                                           | Reichskommissariat · Ukraine                                  |
| 6.  | Ciornomorsk    | 59.817           | Ucraina, Regiunea Odesa             | RSS Ucraineană                                           | Transnistria                                                  |
| 7.  | Bârzula        | 40.700           | Ucraina, Regiunea Odesa             | RSSA Moldovenească                                       | Transnistria                                                  |
| 8.  | Voznesensk     | 36.094           | Ucraina, Regiunea Mîkolaiiv         | RSS Ucraineană                                           | Reichskommissariat · Ukraine                                  |
| 9.  | Iujne          | 31.814           | Ucraina, Regiunea Odesa             | RSS Ucraineană                                           | Transnistria                                                  |
| 10. | Dubăsari       | 25.060           | Moldova, Transnistria               | RSSA Moldovenească                                       | Transnistria                                                  |
| 11. | Balta          | 19.082           | Ucraina, Regiunea Odesa             | RSSA Moldovenească                                       | Transnistria                                                  |
| 12. | Rozdilna       | 17.930           | Ucraina, Regiunea Odesa             | RSS Ucraineană                                           | Transnistria                                                  |
| 13. | Slobozia       | 14.618           | Moldova, Transnistria               | RSSA Moldovenească                                       | Transnistria                                                  |
| 14. | Oceac          | 14.566           | Ucraina, Regiunea Mîkolaiiv         | RSS Ucraineană                                           | Transnistria                                                  |
| 15. | Velîkodolînske | 13.378           | Ucraina, Regiunea Odesa             | RSS Ucraineană                                           | Transnistria                                                  |